# Zadar distrikt
Zadar distrikt (kroatisk: Zadarska županija) er et distrikt i Kroatien, beliggende ved Adriaterhavet. Det ligger længst mod nord i regionen Dalmatien, og grænser til nabolandet Bosnien-Hercegovina i øst. I nord grænser det til distrikterne Primorje-Gorski Kotar distrikt (havgrænse) og Lika-Senj distrikt, og i sydøst til Šibenik-Knin distrikt. Den største byen og distriktshovedstad er Zadar, næst største by i distriktet er Benkovac.
Der er fem nationalparker i området: Krka Nationalpark, Paklenica nationalpark, Nordlige Velebit Nationalpark, Kornati Nationalpark og Nationalparken Plitvicesøerne.

## Byer og kommuner
Zadar distrikt er administrativt inddelt i 6 byer og 28 kommuner.

### Byer
| By              | Innb.  |
| --------------- | ------ |
| Benkovac        | 9.786  |
| Biograd na Moru | 5.259  |
| Nin             | 4.603  |
| Obrovac         | 3.387  |
| Pag             | 4.350  |
| Zadar           | 72.718 |

### Kommuner
| Kommune             | Innb. |
| ------------------- | ----- |
| Bibinje             | 3.923 |
| Galovac             | 1.190 |
| Gračac              | 3.923 |
| Jasenice            | 1.329 |
| Kali                | 1.731 |
| Kolan               | 715   |
| Kukljica            | 650   |
| Lišane Ostrovičke   | 764   |
| Novigrad            | 2.368 |
| Pakoštane           | 3.884 |
| Pašman              | 2.004 |
| Polača              | 1.434 |
| Poličnik            | 4.664 |
| Posedarje           | 3.513 |
| Povljana            | 713   |
| Preko               | 3.871 |
| Privlaka            | 2.199 |
| Ražanac             | 3.107 |
| Sali                | 1.820 |
| Stankovci           | 2.088 |
| Starigrad-Paklenica | 1.893 |
| Sukošan             | 4.402 |
| Sveti Filip i Jakov | 4.482 |
| Škabrnja            | 1.772 |
| Tkon                | 707   |
| Vir                 | 1.608 |
| Vrsi                | 2.443 |
| Zemunik Donji       | 1.903 |